# Puchar Ukrainy w piłce siatkowej mężczyzn (2021/2022)
Puchar Ukrainy w piłce siatkowej mężczyzn 2021/2022 (ukr. Кубок України з волейболу серед чоловіків 2021/2022) – 29. sezon rozgrywek o siatkarski Puchar Ukrainy zorganizowany przez Ukraiński Związek Piłki Siatkowej (ukr. Федерація волейболу України, FWU). Zainaugurowany został 24 września 2021 roku. Brało w nim udział 39 zespołów z Superligi, wyższej ligi, I ligi oraz II ligi.
Rozgrywki miały składać się z czterech rund oraz turnieju finałowego, w ramach którego miały być rozegrane półfinały, mecz o 3. miejsce i finał. Ze względu na inwazję Rosji na Ukrainę 24 lutego 2022 roku Ukraiński Związek Piłki Siatkowej podjął decyzję o przerwaniu rozgrywek. Mecze IV rundy oraz turniej finałowy nie odbyły się.
Sponsorem tytularnym rozgrywek był usługodawca Dmart. 

## System rozgrywek
Puchar Ukrainy w sezonie 2021/2022 składał się z czterech rund i turnieju finałowego.
I runda

W I rundzie uczestniczyły wszystkie zgłoszone drużyny z wyjątkiem tych grających w Superlidze. Drużyny podzielone zostały na grupy biorąc pod uwagę położenie geograficzne. W każdej grupie zespoły rozegrały między sobą po jednym meczu. Z grup A, C, E i G do II rundy awansowały po dwie najlepsze drużyny, natomiast z grup B, D, F, H – zwycięzcy grup.
II runda

W II rundzie uczestniczyły drużyny, które awansowały z I rundy oraz beniaminki Superligi w sezonie 2021/2022, a także drużyna, która zajęła 9. miejsce w Superlidze w sezonie 2020/2021. W drodze losowania powstały cztery grupy. W każdej grupie zespoły rozegrały między sobą po jednym meczu. Do III rundy awansowały po dwie najlepsze drużyny z każdej grupy.
III runda

W III rundzie uczestniczyły zespoły, które awansowały z II rundy oraz pozostałe drużyny z Superligi. W drodze losowania powstały cztery grupy. W każdej grupie zespoły rozegrały między sobą po jednym meczu. Do IV rundy awansowały po dwie najlepsze drużyny z każdej grupy.
IV runda

W IV rundzie uczestniczyły zespoły, które awansowały z III rundy. W drodze losowania utworzone zostały dwie grupy. W każdej grupie zespoły rozegrały między sobą po jednym meczu. Do turnieju finałowego awansowały po dwie najlepsze drużyny z każdej grupy.
Turniej finałowy

Turniej finałowy składał się z półfinałów, meczu o 3. miejsce oraz finału. Pary półfinałowe powstały w drodze losowania. Zwycięzcy spotkań półfinałowych rozegrały finał o Puchar Ukrainy, natomiast przegrani – mecz o 3. miejsce.

## Drużyny uczestniczące
| Superliha-Dmart (8 drużyn)   | Superliha-Dmart (8 drużyn) |
| ---------------------------- | -------------------------- |
| Barkom-Każany Lwów           | —                          |
| Burewisnyk-SzWSM Czernihów   | III runda                  |
| Dnipro-Prometej              | —                          |
| Epicentr-Podolany Horodok    | —                          |
| Jurydyczna akademіja Charków | —                          |
| WK MHP-Winnica               | —                          |
| WK Reszetyliwka              | —                          |
| Żytyczi-PNU Żytomierz        | —                          |

| Wyszcza liha-Dmart (11 drużyn)        | Wyszcza liha-Dmart (11 drużyn) |
| ------------------------------------- | ------------------------------ |
| Chotynśki kozaky                      | III runda                      |
| DSO-ZUNU-Dynamo Tarnopol              | III runda                      |
| KZ CHFKSP CHOR-Jurakademija 2 Charków | II runda                       |
| Podilla Chmielnicki                   | II runda                       |
| Pokuttia Śniatyn                      | II runda                       |
| Reprezentacja Ukrainy U-18            | I runda                        |
| SZWSM-Sumdu Sumy                      | II runda                       |
| WK Bachmut-SZWSM                      | III runda                      |
| WK Nikopol                            | I runda                        |
| WSK MHP-Winnica                       | III runda                      |
| Żytyczi-DIUSSZ-PNU Żytomierz          | I runda                        |

| Persza liha-Dmart (6 drużyn)  | Persza liha-Dmart (6 drużyn) |
| ----------------------------- | ---------------------------- |
| Berdianśk-BDPU                | I runda                      |
| KZ CHFKSP CHOR                | I runda                      |
| NUFWSU                        | II runda                     |
| Patriot-Riwne                 | II runda                     |
| Policija Doneczczyny Mariupol | I runda                      |
| SK Kramatorsk                 | I runda                      |

| Druha liha-Dmart (14 drużyn)               | Druha liha-Dmart (14 drużyn) |
| ------------------------------------------ | ---------------------------- |
| Berehynia-DIUSSZ Nowa Kachowka             | III runda                    |
| Biła Cerkwa-DIUSSZ №2                      | I runda                      |
| Bioresurs Żytomierz                        | I runda                      |
| CHAES-NAEK Niecieszyn                      | I runda                      |
| KZ CHFKSP CHOR 2005/2006                   | I runda                      |
| KZ DIUSSZ №1 Nikopol                       | I runda                      |
| KZ DOSFKSP im. S. Bubky-KDIUSSZ №1 Bachmut | I runda                      |
| MSK Dnipro Czerkasy                        | —                            |
| NUBiP Ukrainy                              | I runda                      |
| Ridna zemla Zbaraż                         | I runda                      |
| WK Horisz                                  | I runda                      |
| WK Irpień                                  | I runda                      |
| WK Kołos-DIUSSZ Łyman                      | I runda                      |
| WSK Winnica                                | I runda                      |

Uwaga: Do 1 stycznia 2022 roku klub Dnipro-Prometej występował pod nazwą WK Dnipro.

## Rozgrywki

### I runda
awans do II rundy

#### Grupa A
Tabela
| Lp. | Drużyna                  | Mecze | Mecze   | Mecze   | Pkt | Sety | Sety | Sety  | Małe punkty | Małe punkty | Małe punkty |
| Lp. | Drużyna                  | M     | W (3:2) | P (2:3) | Pkt | wyg. | prz. | ratio | zdob.       | str.        | ratio       |
| --- | ------------------------ | ----- | ------- | ------- | --- | ---- | ---- | ----- | ----------- | ----------- | ----------- |
| 1   | Podilla Chmielnicki      | 3     | 3 (0)   | 0 (0)   | 9   | 9    | 0    | MAX   | 225         | 161         | 1.398       |
| 2   | DSO-ZUNU-Dynamo Tarnopol | 3     | 2 (0)   | 1 (0)   | 6   | 6    | 3    | 2.000 | 211         | 144         | 1.465       |
| 3   | CHAES-NAEK Niecieszyn    | 3     | 1 (0)   | 2 (0)   | 3   | 3    | 7    | 0.429 | 197         | 215         | 0.916       |
| 4   | WSK Winnica              | 3     | 0 (0)   | 3 (0)   | 0   | 1    | 9    | 0.111 | 135         | 248         | 0.544       |

Źródło: ФВУ – Data Project (ukr.)
Punktacja: 3:0 i 3:1 – 3 pkt; 3:2 – 2 pkt; 2:3 – 1 pkt; 1:3 i 0:3 – 0 pkt
Zasady ustalania kolejności: 1. liczba zwycięstw; 2. liczba punktów; 3. stosunek setów; 4. stosunek małych punktów; 5. bilans w bezpośrednich meczach
Wyniki spotkań
| 01.10.2021 16:00 (UTC+3) | DSO-ZUNU-Dynamo Tarnopol | 3:0 (25:6, 25:10, 25:11) | WSK Winnica | Kompleks kultury fizycznej i zdrowia KZ KDIUSSZ, Tarnopol Sędziowie: Pawło Sawycz i Ihor Chawruniak |

| 01.10.2021 19:00 (UTC+3) | Podilla Chmielnicki | 3:0 (25:17, 25:18, 25:22) | CHAES-NAEK Niecieszyn | Kompleks kultury fizycznej i zdrowia KZ KDIUSSZ, Tarnopol Sędziowie: Ihor Chawruniak i Pawło Sawycz |

| 02.10.2021 14:00 (UTC+3) | DSO-ZUNU-Dynamo Tarnopol | 0:3 (20:25, 19:25, 22:25) | Podilla Chmielnicki | Kompleks kultury fizycznej i zdrowia KZ KDIUSSZ, Tarnopol Sędziowie: Pawło Sawycz i Ihor Chawruniak |

| 02.10.2021 17:00 (UTC+3) | WSK Winnica | 1:3 (25:23, 13:25, 15:25, 12:25) | CHAES-NAEK Niecieszyn | Kompleks kultury fizycznej i zdrowia KZ KDIUSSZ, Tarnopol Sędziowie: Ihor Chawruniak i Pawło Sawycz |

| 03.10.2021 11:00 (UTC+3) | CHAES-NAEK Niecieszyn | 0:3 (12:25, 15:25, 15:25) | DSO-ZUNU-Dynamo Tarnopol | Kompleks kultury fizycznej i zdrowia KZ KDIUSSZ, Tarnopol Sędziowie: Ihor Chawruniak i Pawło Sawycz |

| 03.10.2021 14:00 (UTC+3) | Podilla Chmielnicki | 3:0 (25:18, 25:13, 25:12) | WSK Winnica | Kompleks kultury fizycznej i zdrowia KZ KDIUSSZ, Tarnopol Sędziowie: Pawło Sawycz i Ihor Chawruniak |

#### Grupa B
Tabela
| Lp. | Drużyna               | Mecze | Mecze   | Mecze   | Pkt | Sety | Sety | Sety  | Małe punkty | Małe punkty | Małe punkty |
| Lp. | Drużyna               | M     | W (3:2) | P (2:3) | Pkt | wyg. | prz. | ratio | zdob.       | str.        | ratio       |
| --- | --------------------- | ----- | ------- | ------- | --- | ---- | ---- | ----- | ----------- | ----------- | ----------- |
| 1   | NUFWSU                | 3     | 2 (0)   | 1 (1)   | 7   | 8    | 4    | 2.000 | 259         | 239         | 1.084       |
| 2   | WK Irpień             | 3     | 2 (1)   | 1 (1)   | 6   | 8    | 6    | 1.333 | 306         | 268         | 1.142       |
| 3   | Biła Cerkwa-DIUSSZ №2 | 3     | 2 (2)   | 1 (0)   | 4   | 3    | 7    | 0.429 | 256         | 283         | 0.905       |
| 4   | NUBiP Ukrainy         | 3     | 0 (0)   | 3 (1)   | 1   | 4    | 9    | 0.444 | 260         | 291         | 0.893       |

Źródło: ФВУ – Data Project (ukr.)
Punktacja: 3:0 i 3:1 – 3 pkt; 3:2 – 2 pkt; 2:3 – 1 pkt; 1:3 i 0:3 – 0 pkt
Zasady ustalania kolejności: 1. liczba zwycięstw; 2. liczba punktów; 3. stosunek setów; 4. stosunek małych punktów; 5. bilans w bezpośrednich meczach
Wyniki spotkań
| 01.10.2021 16:00 (UTC+3) | NUFWSU | 2:3 (15:25, 16:25, 25:21, 25:19, 10:15) | WK Irpień | Hala sportowa DIUSSZ, Irpień Sędziowie: Kostiantyn Chutorny i Serhij Łemeszczuk |

| 01.10.2021 19:00 (UTC+2) | Biła Cerkwa-DIUSSZ №2 | 3:2 (26:24, 18:25, 25:18, 19:25, 15:10) | NUBiP Ukrainy | Hala sportowa DIUSSZ, Irpień Sędziowie: Serhij Łemeszczuk i Kostiantyn Chutorny |

| 02.10.2021 13:00 (UTC+3) | WK Irpień | 3:1 (25:15, 25:16, 20:25, 25:17) | NUBiP Ukrainy | Hala sportowa DIUSSZ, Irpień Sędziowie: Serhij Łemeszczuk i Kostiantyn Chutorny |

| 02.10.2021 16:00 (UTC+2) | NUFWSU | 3:0 (25:19, 25:17, 25:13) | Biła Cerkwa-DIUSSZ №2 | Hala sportowa DIUSSZ, Irpień Sędziowie: Kostiantyn Chutorny i Serhij Łemeszczuk |

| 03.10.2021 11:00 (UTC+3) | NUBiP Ukrainy | 1:3 (17:25, 21:25, 25:18, 22:25) | NUFWSU | Hala sportowa DIUSSZ, Irpień Sędziowie: Serhij Łemeszczuk i Kostiantyn Chutorny |

| 03.10.2021 14:00 (UTC+2) | Biła Cerkwa-DIUSSZ №2 | 3:2 (25:21, 25:22, 22:25, 17:25, 15:13) | WK Irpień | Hala sportowa DIUSSZ, Irpień Sędziowie: Kostiantyn Chutorny i Serhij Łemeszczuk |

#### Grupa C
Tabela
| Lp. | Drużyna                      | Mecze | Mecze   | Mecze   | Pkt | Sety | Sety | Sety  | Małe punkty | Małe punkty | Małe punkty |
| Lp. | Drużyna                      | M     | W (3:2) | P (2:3) | Pkt | wyg. | prz. | ratio | zdob.       | str.        | ratio       |
| --- | ---------------------------- | ----- | ------- | ------- | --- | ---- | ---- | ----- | ----------- | ----------- | ----------- |
| 1   | WSK MHP-Winnica              | 3     | 3 (0)   | 0 (0)   | 9   | 9    | 2    | 4.500 | 276         | 199         | 1.387       |
| 2   | Patriot-Riwne                | 3     | 2 (0)   | 1 (0)   | 6   | 7    | 3    | 2.333 | 229         | 238         | 0.962       |
| 3   | Żytyczi-DIUSSZ-PNU Żytomierz | 3     | 1 (0)   | 2 (0)   | 3   | 3    | 7    | 0.429 | 224         | 247         | 0.907       |
| 4   | Bioresurs Żytomierz          | 3     | 0 (0)   | 3 (0)   | 0   | 2    | 9    | 0.222 | 231         | 276         | 0.837       |

Źródło: ФВУ – Data Project (ukr.)
Punktacja: 3:0 i 3:1 – 3 pkt; 3:2 – 2 pkt; 2:3 – 1 pkt; 1:3 i 0:3 – 0 pkt
Zasady ustalania kolejności: 1. liczba zwycięstw; 2. liczba punktów; 3. stosunek setów; 4. stosunek małych punktów; 5. bilans w bezpośrednich meczach
Wyniki spotkań
| 24.09.2021 16:00 (UTC+3) | WSK MHP-Winnica | 3:1 (27:25, 25:27, 25:15, 25:17) | Bioresurs Żytomierz | Kompleks sportowy Dynamo, Żytomierz Sędziowie: Roman Wowkotrub i Nazarij Kłymko |

| 24.09.2021 19:00 (UTC+3) | Żytyczi-DIUSSZ-PNU Żytomierz | 0:3 (23:25, 32:34, 24:26) | Patriot-Riwne | Kompleks sportowy Dynamo, Żytomierz Sędziowie: Nazarij Kłymko i Roman Wowkotrub |

| 25.09.2021 14:00 (UTC+3) | Bioresurs Żytomierz | 0:3 (22:25, 17:25, 21:25) | Patriot-Riwne | Kompleks sportowy Dynamo, Żytomierz Sędziowie: Roman Wowkotrub i Nazarij Kłymko |

| 25.09.2021 17:00 (UTC+3) | WSK MHP-Winnica | 3:0 (25:12, 25:16, 25:18) | Żytyczi-DIUSSZ-PNU Żytomierz | Kompleks sportowy Dynamo, Żytomierz Sędziowie: Nazarij Kłymko i Roman Wowkotrub |

| 26.09.2021 11:00 (UTC+3) | Patriot-Riwne | 1:3 (13:25, 13:25, 26:24, 17:25) | WSK MHP-Winnica | Kompleks sportowy Dynamo, Żytomierz Sędziowie: Nazarij Kłymko i Roman Wowkotrub |

| 26.09.2021 14:00 (UTC+3) | Żytyczi-DIUSSZ-PNU Żytomierz | 3:1 (24:26, 25:21, 25:18, 25:22) | Bioresurs Żytomierz | Kompleks sportowy Dynamo, Żytomierz Sędziowie: Roman Wowkotrub i Nazarij Kłymko |

#### Grupa D
Tabela
| Lp. | Drużyna                  | Mecze | Mecze   | Mecze   | Pkt | Sety | Sety | Sety  | Małe punkty | Małe punkty | Małe punkty |
| Lp. | Drużyna                  | M     | W (3:2) | P (2:3) | Pkt | wyg. | prz. | ratio | zdob.       | str.        | ratio       |
| --- | ------------------------ | ----- | ------- | ------- | --- | ---- | ---- | ----- | ----------- | ----------- | ----------- |
| 1   | MSK Dnipro Czerkasy      | 3     | 3 (0)   | 0 (0)   | 9   | 9    | 0    | MAX   | 225         | 145         | 1.552       |
| 2   | WK Nikopol               | 3     | 2 (0)   | 1 (0)   | 6   | 6    | 3    | 2.000 | 211         | 165         | 1.279       |
| 3   | KZ CHFKSP CHOR 2005/2006 | 3     | 1 (0)   | 2 (0)   | 3   | 3    | 6    | 0.500 | 166         | 203         | 0.818       |
| 4   | KZ DIUSSZ №1 Nikopol     | 3     | 0 (0)   | 3 (0)   | 0   | 0    | 9    | 0.000 | 136         | 225         | 0.604       |

Źródło: ФВУ – Data Project (ukr.)
Punktacja: 3:0 i 3:1 – 3 pkt; 3:2 – 2 pkt; 2:3 – 1 pkt; 1:3 i 0:3 – 0 pkt
Zasady ustalania kolejności: 1. liczba zwycięstw; 2. liczba punktów; 3. stosunek setów; 4. stosunek małych punktów; 5. bilans w bezpośrednich meczach
Wyniki spotkań
| 08.10.2021 17:00 (UTC+3) | KZ CHFKSP CHOR 2005/2006 | 0:3 (16:25, 12:25, 11:25) | MSK Dnipro Czerkasy | Hala sportowa KZ CHFKSP CHOR, Charków Sędziowie: Witalij Szczerbyna i Anatolij Sokulśki |

| 08.10.2021 20:00 (UTC+3) | WK Nikopol | 3:0 (25:11, 25:11, 25:16) | KZ DIUSSZ №1 Nikopol | Hala sportowa KZ CHFKSP CHOR, Charków Sędziowie: Anatolij Sokulśki i Witalij Szczerbyna |

| 09.10.2021 14:00 (UTC+3) | KZ DIUSSZ №1 Nikopol | 0:3 (17:25, 11:25, 17:25) | MSK Dnipro Czerkasy | Hala sportowa KZ CHFKSP CHOR, Charków Sędziowie: Anatolij Sokulśki i Witalij Szczerbyna |

| 09.10.2021 17:00 (UTC+3) | WK Nikopol | 3:0 (25:15, 25:21, 25:16) | KZ CHFKSP CHOR 2005/2006 | Hala sportowa KZ CHFKSP CHOR, Charków Sędziowie: Witalij Szczerbyna i Anatolij Sokulśki |

| 10.10.2021 11:00 (UTC+3) | MSK Dnipro Czerkasy | 3:0 (25:21, 25:19, 25:21) | WK Nikopol | Hala sportowa KZ CHFKSP CHOR, Charków Sędziowie: Anatolij Sokulśki i Witalij Szczerbyna |

| 10.10.2021 14:00 (UTC+3) | KZ CHFKSP CHOR 2005/2006 | 3:0 (25:22, 25:13, 25:18) | KZ DIUSSZ №1 Nikopol | Hala sportowa KZ CHFKSP CHOR, Charków Sędziowie: Witalij Szczerbyna i Anatolij Sokulśki |

#### Grupa E
Tabela
| Lp. | Drużyna                               | Mecze | Mecze   | Mecze   | Pkt | Sety | Sety | Sety  | Małe punkty | Małe punkty | Małe punkty |
| Lp. | Drużyna                               | M     | W (3:2) | P (2:3) | Pkt | wyg. | prz. | ratio | zdob.       | str.        | ratio       |
| --- | ------------------------------------- | ----- | ------- | ------- | --- | ---- | ---- | ----- | ----------- | ----------- | ----------- |
| 1   | SZWSM-Sumdu Sumy                      | 2     | 2 (0)   | 0 (0)   | 6   | 6    | 0    | MAX   | 150         | 107         | 1.402       |
| 2   | KZ CHFKSP CHOR-Jurakademija 2 Charków | 2     | 1 (0)   | 1 (0)   | 3   | 3    | 3    | 1.000 | 134         | 117         | 1.145       |
| 3   | KZ CHFKSP CHOR                        | 2     | 0 (0)   | 2 (0)   | 0   | 0    | 6    | 0.000 | 90          | 150         | 0.600       |

Źródło: ФВУ – Data Project (ukr.)
Punktacja: 3:0 i 3:1 – 3 pkt; 3:2 – 2 pkt; 2:3 – 1 pkt; 1:3 i 0:3 – 0 pkt
Zasady ustalania kolejności: 1. liczba zwycięstw; 2. liczba punktów; 3. stosunek setów; 4. stosunek małych punktów; 5. bilans w bezpośrednich meczach
Wyniki spotkań
| 01.10.2021 17:30 (UTC+3) | KZ CHFKSP CHOR-Jurakademija 2 Charków | 3:0 (25:12, 25:18, 25:12) | KZ CHFKSP CHOR | Kompleks sportowy Charkowskiego Instytutu Prawa, Charków Sędziowie: Switłana Uminśka i Kateryna Hrańko |

| 02.10.2021 17:30 (UTC+3) | KZ CHFKSP CHOR | 0:3 (16:25, 13:25, 19:25) | SZWSM-Sumdu Sumy | Kompleks sportowy Charkowskiego Instytutu Prawa, Charków Sędziowie: Kateryna Hrańko i Switłana Uminśka |

| 03.10.2021 13:00 (UTC+3) | KZ CHFKSP CHOR-Jurakademija 2 Charków | 0:3 (18:25, 18:25, 23:25) | SZWSM-Sumdu Sumy | Kompleks sportowy Charkowskiego Instytutu Prawa, Charków Sędziowie: Switłana Uminśka i Kateryna Hrańko |

#### Grupa F
Tabela
| Lp. | Drużyna                                    | Mecze | Mecze   | Mecze   | Pkt | Sety | Sety | Sety  | Małe punkty | Małe punkty | Małe punkty |
| Lp. | Drużyna                                    | M     | W (3:2) | P (2:3) | Pkt | wyg. | prz. | ratio | zdob.       | str.        | ratio       |
| --- | ------------------------------------------ | ----- | ------- | ------- | --- | ---- | ---- | ----- | ----------- | ----------- | ----------- |
| 1   | WK Bachmut-SZWSM                           | 3     | 3 (0)   | 0 (0)   | 9   | 9    | 0    | MAX   | 225         | 151         | 1.490       |
| 2   | KZ DOSFKSP im. S. Bubky-KDIUSSZ №1 Bachmut | 3     | 2 (1)   | 1 (0)   | 5   | 6    | 5    | 1.200 | 238         | 245         | 0.971       |
| 3   | WK Kołos-DIUSSZ Łyman                      | 3     | 1 (1)   | 2 (0)   | 2   | 3    | 8    | 0.375 | 220         | 252         | 0.873       |
| 4   | SK Kramatorsk                              | 3     | 0 (0)   | 3 (2)   | 2   | 4    | 9    | 0.444 | 255         | 290         | 0.879       |

Źródło: ФВУ – Data Project (ukr.)
Punktacja: 3:0 i 3:1 – 3 pkt; 3:2 – 2 pkt; 2:3 – 1 pkt; 1:3 i 0:3 – 0 pkt
Zasady ustalania kolejności: 1. liczba zwycięstw; 2. liczba punktów; 3. stosunek setów; 4. stosunek małych punktów; 5. bilans w bezpośrednich meczach
Wyniki spotkań
| 08.10.2021 16:30 (UTC+3) | WK Bachmut-SZWSM | 3:0 (25:12, 25:19, 25:23) | KZ DOSFKSP im. S. Bubky-KDIUSSZ №1 Bachmut | Hala sportowa koledżu DDMA, Kramatorsk Sędziowie: Andrij Melnyczenko i Jurij Baraniuk |

| 08.10.2021 19:00 (UTC+3) | SK Kramatorsk | 2:3 (25:22, 17:25, 25:19, 23:25, 12:15) | WK Kołos-DIUSSZ Łyman | Hala sportowa koledżu DDMA, Kramatorsk Sędziowie: Jurij Baraniuk i Andrij Melnyczenko |

| 09.10.2021 14:00 (UTC+3) | KZ DOSFKSP im. S. Bubky-KDIUSSZ №1 Bachmut | 3:0 (25:22, 25:22, 25:20) | WK Kołos-DIUSSZ Łyman | Hala sportowa koledżu DDMA, Kramatorsk Sędziowie: Jurij Baraniuk i Andrij Melnyczenko |

| 09.10.2021 16:30 (UTC+3) | WK Bachmut-SZWSM | 3:0 (25:18, 25:13, 25:16) | SK Kramatorsk | Hala sportowa koledżu DDMA, Kramatorsk Sędziowie: Andrij Melnyczenko i Jurij Baraniuk |

| 10.10.2021 11:00 (UTC+3) | WK Kołos-DIUSSZ Łyman | 0:3 (17:25, 19:25, 14:25) | WK Bachmut-SZWSM | Hala sportowa koledżu DDMA, Kramatorsk Sędziowie: Andrij Melnyczenko i Jurij Baraniuk |

| 10.10.2021 13:30 (UTC+3) | SK Kramatorsk | 2:3 (20:25, 27:25, 25:19, 21:25, 13:15) | KZ DOSFKSP im. S. Bubky-KDIUSSZ №1 Bachmut | Hala sportowa koledżu DDMA, Kramatorsk Sędziowie: Jurij Baraniuk i Andrij Melnyczenko |

#### Grupa G
Tabela
| Lp. | Drużyna            | Mecze | Mecze   | Mecze   | Pkt | Sety | Sety | Sety  | Małe punkty | Małe punkty | Małe punkty |
| Lp. | Drużyna            | M     | W (3:2) | P (2:3) | Pkt | wyg. | prz. | ratio | zdob.       | str.        | ratio       |
| --- | ------------------ | ----- | ------- | ------- | --- | ---- | ---- | ----- | ----------- | ----------- | ----------- |
| 1   | Pokuttia Śniatyn   | 3     | 3 (1)   | 0 (0)   | 8   | 9    | 2    | 4.500 | 259         | 209         | 1.239       |
| 2   | Chotynśki kozaky   | 3     | 2 (0)   | 1 (1)   | 7   | 8    | 3    | 2.667 | 251         | 205         | 1.224       |
| 3   | WK Horisz          | 3     | 1 (1)   | 2 (0)   | 2   | 3    | 8    | 0.375 | 207         | 249         | 0.831       |
| 4   | Ridna zemla Zbaraż | 3     | 0 (0)   | 3 (1)   | 1   | 2    | 9    | 0.222 | 195         | 249         | 0.783       |

Źródło: ФВУ – Data Project (ukr.)
Punktacja: 3:0 i 3:1 – 3 pkt; 3:2 – 2 pkt; 2:3 – 1 pkt; 1:3 i 0:3 – 0 pkt
Zasady ustalania kolejności: 1. liczba zwycięstw; 2. liczba punktów; 3. stosunek setów; 4. stosunek małych punktów; 5. bilans w bezpośrednich meczach
Wyniki spotkań
| 24.09.2021 17:00 (UTC+3) | Chotynśki kozaky | 3:0 (25:20, 25:22, 25:17) | WK Horisz | Kompleks sportowy Kołos, Śniatyn Sędziowie: Witalij Jacyk i Iwan Wysoczanski |

| 24.09.2021 19:30 (UTC+3) | Pokuttia Śniatyn | 3:0 (25:20, 25:22, 25:17) | Ridna zemla Zbaraż | Kompleks sportowy Kołos, Śniatyn Sędziowie: Iwan Wysoczanski i Witalij Jacyk |

| 25.09.2021 15:00 (UTC+3) | Ridna zemla Zbaraż | 2:3 (20:25, 25:17, 17:25, 25:17, 12:15) | WK Horisz | Kompleks sportowy Kołos, Śniatyn Sędziowie: Witalij Jacyk i Iwan Wysoczanski |

| 25.09.2021 17:30 (UTC+3) | Pokuttia Śniatyn | 3:2 (25:27, 19:25, 25:18, 25:22, 15:9) | Chotynśki kozaky | Kompleks sportowy Kołos, Śniatyn Sędziowie: Iwan Wysoczanski i Witalij Jacyk |

| 26.09.2021 11:00 (UTC+3) | Chotynśki kozaky | 3:0 (25:9, 25:10, 25:18) | Ridna zemla Zbaraż | Kompleks sportowy Kołos, Śniatyn Sędziowie: Witalij Jacyk i Iwan Wysoczanski |

| 26.09.2021 13:30 (UTC+3) | WK Horisz | 0:3 (19:25, 12:25, 18:25) | Pokuttia Śniatyn | Kompleks sportowy Kołos, Śniatyn Sędziowie: Iwan Wysoczanski i Witalij Jacyk |

#### Grupa H
Tabela
| Lp. | Drużyna                        | Mecze | Mecze   | Mecze   | Pkt | Sety | Sety | Sety  | Małe punkty | Małe punkty | Małe punkty |
| Lp. | Drużyna                        | M     | W (3:2) | P (2:3) | Pkt | wyg. | prz. | ratio | zdob.       | str.        | ratio       |
| --- | ------------------------------ | ----- | ------- | ------- | --- | ---- | ---- | ----- | ----------- | ----------- | ----------- |
| 1   | Berehynia-DIUSSZ Nowa Kachowka | 3     | 3 (0)   | 0 (0)   | 9   | 9    | 1    | 9.000 | 247         | 182         | 1.357       |
| 2   | Reprezentacja Ukrainy U-18     | 3     | 1 (0)   | 2 (0)   | 3   | 4    | 6    | 0.667 | 215         | 237         | 0.907       |
| 3   | Berdianśk-BDPU                 | 3     | 1 (0)   | 2 (0)   | 3   | 4    | 6    | 0.667 | 219         | 246         | 0.890       |
| 4   | Policija Doneczczyny Mariupol  | 3     | 1 (0)   | 2 (0)   | 3   | 3    | 7    | 0.429 | 220         | 236         | 0.932       |

Źródło: ФВУ – Data Project (ukr.)
Punktacja: 3:0 i 3:1 – 3 pkt; 3:2 – 2 pkt; 2:3 – 1 pkt; 1:3 i 0:3 – 0 pkt
Zasady ustalania kolejności: 1. liczba zwycięstw; 2. liczba punktów; 3. stosunek setów; 4. stosunek małych punktów; 5. bilans w bezpośrednich meczach
Wyniki spotkań
| 08.10.2021 16:00 (UTC+3) | Policija Doneczczyny Mariupol | 0:3 (22:25, 19:25, 23:25) | Reprezentacja Ukrainy U-18 | Hala sportowa DIUSSZ, Nowa Kachowka Sędziowie: Kostiantyn Chutorny i Ołeksandr Mychajłow |

| 08.10.2021 19:00 (UTC+3) | Berdianśk-BDPU | 0:3 (19:25, 19:25, 19:25) | Berehynia-DIUSSZ Nowa Kachowka | Hala sportowa DIUSSZ, Nowa Kachowka Sędziowie: Ołeksandr Mychajłow i Kostiantyn Chutorny |

| 09.10.2021 12:00 (UTC+3) | Reprezentacja Ukrainy U-18 | 1:3 (14:25, 12:25, 25:22, 19:25) | Berehynia-DIUSSZ Nowa Kachowka | Hala sportowa DIUSSZ, Nowa Kachowka Sędziowie: Ołeksandr Mychajłow i Kostiantyn Chutorny |

| 09.10.2021 15:00 (UTC+3) | Policija Doneczczyny Mariupol | 3:1 (25:23, 26:28, 25:18, 25:17) | Berdianśk-BDPU | Hala sportowa DIUSSZ, Nowa Kachowka Sędziowie: Kostiantyn Chutorny i Ołeksandr Mychajłow |

| 10.10.2021 11:00 (UTC+3) | Berdianśk-BDPU | 3:0 (25:23, 25:23, 26:24) | Reprezentacja Ukrainy U-18 | Hala sportowa DIUSSZ, Nowa Kachowka Sędziowie: Kostiantyn Chutorny i Ołeksandr Mychajłow |

| 10.10.2021 13:30 (UTC+3) | Berehynia-DIUSSZ Nowa Kachowka | 3:0 (25:21, 25:18, 25:16) | Policija Doneczczyny Mariupol | Hala sportowa DIUSSZ, Nowa Kachowka Sędziowie: Ołeksandr Mychajłow i Kostiantyn Chutorny |

### II runda
awans do III rundy

#### Grupa I
Tabela
| Lp. | Drużyna                               | Mecze | Mecze   | Mecze   | Pkt | Sety | Sety | Sety  | Małe punkty | Małe punkty | Małe punkty |
| Lp. | Drużyna                               | M     | W (3:2) | P (2:3) | Pkt | wyg. | prz. | ratio | zdob.       | str.        | ratio       |
| --- | ------------------------------------- | ----- | ------- | ------- | --- | ---- | ---- | ----- | ----------- | ----------- | ----------- |
| 1   | WK Dnipro                             | 3     | 3 (0)   | 0 (0)   | 9   | 9    | 0    | MAX   | 225         | 119         | 1.891       |
| 2   | WSK MHP-Winnica                       | 3     | 2 (0)   | 1 (0)   | 6   | 6    | 3    | 2.000 | 195         | 183         | 1.066       |
| 3   | KZ CHFKSP CHOR-Jurakademija 2 Charków | 3     | 1 (0)   | 2 (0)   | 3   | 3    | 6    | 0.500 | 163         | 213         | 0.765       |
| 4   | SZWSM-Sumdu Sumy                      | 3     | 0 (0)   | 3 (0)   | 0   | 0    | 9    | 0.000 | 165         | 233         | 0.708       |

Źródło: ФВУ – Data Project (ukr.)
Punktacja: 3:0 i 3:1 – 3 pkt; 3:2 – 2 pkt; 2:3 – 1 pkt; 1:3 i 0:3 – 0 pkt
Zasady ustalania kolejności: 1. liczba zwycięstw; 2. liczba punktów; 3. stosunek setów; 4. stosunek małych punktów; 5. bilans w bezpośrednich meczach
Wyniki spotkań
| 05.11.2021 16:00 (UTC+2) | KZ CHFKSP CHOR-Jurakademija 2 Charków | 3:0 (25:23, 25:17, 25:23) | SZWSM-Sumdu Sumy | Kompleks sportowy Olimpija, Dniepr Sędziowie: Ołeksandr Osadczy i Ołeksandr Czekoj |

| 05.11.2021 18:30 (UTC+2) | WK Dnipro | 3:0 (25:11, 25:10, 25:16) | WSK MHP-Winnica | Kompleks sportowy Olimpija, Dniepr Sędziowie: Ołeksandr Czekoj i Ołeksandr Osadczy |

| 06.11.2021 16:00 (UTC+2) | WK Dnipro | 3:0 (25:14, 25:14, 25:15) | KZ CHFKSP CHOR-Jurakademija 2 Charków | Kompleks sportowy Olimpija, Dniepr Sędziowie: Ołeksandr Osadczy i Ołeksandr Czekoj |

| 06.11.2021 18:30 (UTC+2) | WSK MHP-Winnica | 3:0 (25:17, 25:15, 33:31) | SZWSM-Sumdu Sumy | Kompleks sportowy Olimpija, Dniepr Sędziowie: Ołeksandr Czekoj i Ołeksandr Osadczy |

| 07.11.2021 12:00 (UTC+2) | SZWSM-Sumdu Sumy | 0:3 (8:25, 16:25, 15:25) | WK Dnipro | Kompleks sportowy Olimpija, Dniepr Sędziowie: Ołeksandr Czekoj i Ołeksandr Osadczy |

| 07.11.2021 14:30 (UTC+2) | KZ CHFKSP CHOR-Jurakademija 2 Charków | 0:3 (14:25, 12:25, 19:25) | WSK MHP-Winnica | Kompleks sportowy Olimpija, Dniepr Sędziowie: Ołeksandr Osadczy i Ołeksandr Czekoj |

#### Grupa J
Tabela
| Lp. | Drużyna                        | Mecze | Mecze   | Mecze   | Pkt | Sety | Sety | Sety  | Małe punkty | Małe punkty | Małe punkty |
| Lp. | Drużyna                        | M     | W (3:2) | P (2:3) | Pkt | wyg. | prz. | ratio | zdob.       | str.        | ratio       |
| --- | ------------------------------ | ----- | ------- | ------- | --- | ---- | ---- | ----- | ----------- | ----------- | ----------- |
| 1   | Berehynia-DIUSSZ Nowa Kachowka | 2     | 2 (1)   | 0 (0)   | 5   | 6    | 3    | 2.000 | 204         | 179         | 1.140       |
| 2   | MSK Dnipro Czerkasy            | 2     | 1 (0)   | 1 (0)   | 3   | 4    | 4    | 1.000 | 179         | 172         | 1.041       |
| 3   | Pokuttia Śniatyn               | 2     | 0 (0)   | 2 (1)   | 1   | 3    | 6    | 0.500 | 175         | 207         | 0.845       |

Źródło: ФВУ – Data Project (ukr.)
Punktacja: 3:0 i 3:1 – 3 pkt; 3:2 – 2 pkt; 2:3 – 1 pkt; 1:3 i 0:3 – 0 pkt
Zasady ustalania kolejności: 1. liczba zwycięstw; 2. liczba punktów; 3. stosunek setów; 4. stosunek małych punktów; 5. bilans w bezpośrednich meczach
Wyniki spotkań
| 29.10.2021 16:00 (UTC+3) | Berehynia-DIUSSZ Nowa Kachowka | 3:2 (22:25, 22:25, 25:22, 25:20, 15:6) | Pokuttia Śniatyn | Hala sportowa DIUSSZ, Nowa Kachowka Sędziowie: Maksym Elkin i Jurij Rybałka |

| 30.10.2021 12:00 (UTC+3) | Pokuttia Śniatyn | 1:3 (19:25, 15:25, 25:23, 18:25) | MSK Dnipro Czerkasy | Hala sportowa DIUSSZ, Nowa Kachowka Sędziowie: Jurij Rybałka i Maksym Elkin |

| 31.10.2021 11:00 (UTC+2) | Berehynia-DIUSSZ Nowa Kachowka | 3:1 (25:15, 25:22, 20:25, 25:19) | MSK Dnipro Czerkasy | Hala sportowa DIUSSZ, Nowa Kachowka Sędziowie: Maksym Elkin i Jurij Rybałka |

#### Grupa K
Tabela
| Lp. | Drużyna                  | Mecze | Mecze   | Mecze   | Pkt | Sety | Sety | Sety  | Małe punkty | Małe punkty | Małe punkty |
| Lp. | Drużyna                  | M     | W (3:2) | P (2:3) | Pkt | wyg. | prz. | ratio | zdob.       | str.        | ratio       |
| --- | ------------------------ | ----- | ------- | ------- | --- | ---- | ---- | ----- | ----------- | ----------- | ----------- |
| 1   | WK Reszetyliwka          | 3     | 2 (0)   | 1 (1)   | 7   | 8    | 3    | 2.667 | 253         | 199         | 1.271       |
| 2   | DSO-ZUNU-Dynamo Tarnopol | 3     | 2 (0)   | 1 (0)   | 6   | 6    | 3    | 2.000 | 201         | 192         | 1.047       |
| 3   | Podilla Chmielnicki      | 3     | 2 (1)   | 1 (0)   | 5   | 6    | 6    | 1.000 | 275         | 269         | 1.022       |
| 4   | NUFWSU                   | 3     | 0 (0)   | 3 (0)   | 0   | 1    | 9    | 0.111 | 175         | 244         | 0.717       |

Źródło: ФВУ – Data Project (ukr.)
Punktacja: 3:0 i 3:1 – 3 pkt; 3:2 – 2 pkt; 2:3 – 1 pkt; 1:3 i 0:3 – 0 pkt
Zasady ustalania kolejności: 1. liczba zwycięstw; 2. liczba punktów; 3. stosunek setów; 4. stosunek małych punktów; 5. bilans w bezpośrednich meczach
Wyniki spotkań
| 05.11.2021 16:00 (UTC+2) | Podilla Chmielnicki | 3:1 (25:20, 18:25, 25:20, 26:24) | NUFWSU | Hala sportowa zakładu szkła medycznego, Połtawa Sędziowie: Wołodymyr Pajewski i Jurij Rybałka |

| 05.11.2021 18:30 (UTC+2) | WK Reszetyliwka | 3:0 (25:14, 25:16, 25:19) | DSO-ZUNU-Dynamo Tarnopol | Hala sportowa zakładu szkła medycznego, Połtawa Sędziowie: Jurij Rybałka i Wołodymyr Pajewski |

| 06.11.2021 15:00 (UTC+2) | DSO-ZUNU-Dynamo Tarnopol | 3:0 (25:11, 25:22, 25:14) | NUFWSU | Hala sportowa zakładu szkła medycznego, Połtawa Sędziowie: Jurij Rybałka i Wołodymyr Pajewski |

| 06.11.2021 17:30 (UTC+2) | WK Reszetyliwka | 2:3 (25:21, 21:25, 27:25, 23:25, 7:15) | Podilla Chmielnicki | Hala sportowa zakładu szkła medycznego, Połtawa Sędziowie: Wołodymyr Pajewski i Jurij Rybałka |

| 07.11.2021 11:00 (UTC+2) | Podilla Chmielnicki | 0:3 (23:25, 22:25, 25:27) | DSO-ZUNU-Dynamo Tarnopol | Hala sportowa zakładu szkła medycznego, Połtawa Sędziowie: Wołodymyr Pajewski i Jurij Rybałka |

| 07.11.2021 13:30 (UTC+2) | NUFWSU | 0:3 (15:25, 14:25, 10:25) | WK Reszetyliwka | Hala sportowa zakładu szkła medycznego, Połtawa Sędziowie: Jurij Rybałka i Wołodymyr Pajewski |

#### Grupa L
Tabela
| Lp. | Drużyna          | Mecze | Mecze   | Mecze   | Pkt | Sety | Sety | Sety  | Małe punkty | Małe punkty | Małe punkty |
| Lp. | Drużyna          | M     | W (3:2) | P (2:3) | Pkt | wyg. | prz. | ratio | zdob.       | str.        | ratio       |
| --- | ---------------- | ----- | ------- | ------- | --- | ---- | ---- | ----- | ----------- | ----------- | ----------- |
| 1   | WK Bachmut-SZWSM | 2     | 2 (2)   | 0 (0)   | 4   | 6    | 4    | 1.500 | 210         | 193         | 1.088       |
| 2   | Chotynśki kozaky | 2     | 1 (0)   | 1 (1)   | 4   | 5    | 3    | 1.667 | 174         | 159         | 1.094       |
| 3   | Patriot-Riwne    | 2     | 0 (0)   | 2 (1)   | 1   | 2    | 6    | 0.333 | 152         | 184         | 0.826       |

Źródło: ФВУ – Data Project (ukr.)
Punktacja: 3:0 i 3:1 – 3 pkt; 3:2 – 2 pkt; 2:3 – 1 pkt; 1:3 i 0:3 – 0 pkt
Zasady ustalania kolejności: 1. liczba zwycięstw; 2. liczba punktów; 3. stosunek setów; 4. stosunek małych punktów; 5. bilans w bezpośrednich meczach
Wyniki spotkań
| 05.11.2021 19:00 (UTC+2) | Patriot-Riwne | 0:3 (21:25, 19:25, 18:25) | Chotynśki kozaky | Sarny Sędziowie: Witalij Jacyk i Serhij Łemeszczuk |

| 06.11.2021 16:00 (UTC+2) | Chotynśki kozaky | 2:3 (25:15, 17:25, 25:21, 20:25, 12:15) | WK Bachmut-SZWSM | Sarny Sędziowie: Serhij Łemeszczuk i Witalij Jacyk |

| 07.11.2021 11:30 (UTC+2) | Patriot-Riwne | 2:3 (25:22, 21:25, 25:22, 16:25, 7:15) | WK Bachmut-SZWSM | Sarny Sędziowie: Serhij Łemeszczuk i Witalij Jacyk |

### III runda
awans do IV rundy

#### Grupa M
Tabela
| Lp. | Drużyna                   | Mecze | Mecze   | Mecze   | Pkt | Sety | Sety | Sety  | Małe punkty | Małe punkty | Małe punkty |
| Lp. | Drużyna                   | M     | W (3:2) | P (2:3) | Pkt | wyg. | prz. | ratio | zdob.       | str.        | ratio       |
| --- | ------------------------- | ----- | ------- | ------- | --- | ---- | ---- | ----- | ----------- | ----------- | ----------- |
| 1   | Epicentr-Podolany Horodok | 2     | 2 (0)   | 0 (0)   | 6   | 6    | 0    | MAX   | 150         | 103         | 1.456       |
| 2   | MSK Dnipro Czerkasy       | 2     | 1 (0)   | 1 (0)   | 3   | 3    | 3    | 1.000 | 132         | 135         | 0.978       |
| 3   | DSO-ZUNU-Dynamo Tarnopol  | 2     | 0 (0)   | 2 (0)   | 0   | 0    | 6    | 0.000 | 106         | 150         | 0.707       |

Źródło: ФВУ – Data Project (ukr.)
Punktacja: 3:0 i 3:1 – 3 pkt; 3:2 – 2 pkt; 2:3 – 1 pkt; 1:3 i 0:3 – 0 pkt
Zasady ustalania kolejności: 1. liczba zwycięstw; 2. liczba punktów; 3. stosunek setów; 4. stosunek małych punktów; 5. bilans w bezpośrednich meczach
Wyniki spotkań
| 21.01.2022 18:00 (UTC+2) | DSO-ZUNU-Dynamo Tarnopol | 0:3 (19:25, 19:25, 22:25) | MSK Dnipro Czerkasy | Kompleks kultury fizycznej i zdrowia KZ KDIUSSZ, Tarnopol Widzów: 280 Sędziowie: Andrij Kowalczuk i Pawło Sawycz |

| 22.01.2022 13:00 (UTC+2) | MSK Dnipro Czerkasy | 0:3 (16:25, 23:25, 18:25) | Epicentr-Podolany Horodok | Kompleks kultury fizycznej i zdrowia KZ KDIUSSZ, Tarnopol Widzów: 165 Sędziowie: Pawło Sawycz i Andrij Kowalczuk |

| 23.01.2022 13:00 (UTC+2) | DSO-ZUNU-Dynamo Tarnopol | 0:3 (10:25, 22:25, 14:25) | Epicentr-Podolany Horodok | Kompleks kultury fizycznej i zdrowia KZ KDIUSSZ, Tarnopol Widzów: 220 Sędziowie: Andrij Kowalczuk i Pawło Sawycz |

#### Grupa N
Tabela
| Lp. | Drużyna                    | Mecze | Mecze   | Mecze   | Pkt | Sety | Sety | Sety  | Małe punkty | Małe punkty | Małe punkty |
| Lp. | Drużyna                    | M     | W (3:2) | P (2:3) | Pkt | wyg. | prz. | ratio | zdob.       | str.        | ratio       |
| --- | -------------------------- | ----- | ------- | ------- | --- | ---- | ---- | ----- | ----------- | ----------- | ----------- |
| 1   | Barkom-Każany Lwów         | 3     | 3 (1)   | 0 (0)   | 8   | 9    | 2    | 4.500 | 253         | 207         | 1.222       |
| 2   | Dnipro-Prometej            | 3     | 2 (0)   | 1 (1)   | 7   | 8    | 4    | 2.000 | 272         | 237         | 1.148       |
| 3   | Burewisnyk-SzWSM Czernihów | 3     | 1 (0)   | 2 (0)   | 3   | 3    | 6    | 0.500 | 192         | 213         | 0.901       |
| 4   | Chotynśki kozaky           | 3     | 0 (0)   | 3 (0)   | 0   | 1    | 9    | 0.111 | 190         | 250         | 0.760       |

Źródło: ФВУ – Data Project (ukr.)
Punktacja: 3:0 i 3:1 – 3 pkt; 3:2 – 2 pkt; 2:3 – 1 pkt; 1:3 i 0:3 – 0 pkt
Zasady ustalania kolejności: 1. liczba zwycięstw; 2. liczba punktów; 3. stosunek setów; 4. stosunek małych punktów; 5. bilans w bezpośrednich meczach
Wyniki spotkań
| 21.01.2022 16:00 (UTC+2) | Burewisnyk-SzWSM Czernihów | 3:0 (25:19, 25:19, 27:25) | Chotynśki kozaky | Kompleks sportowy Olimpija, Dniepr Widzów: 25 Sędziowie: Mychajło Medwidʹ i Andrij Lopa |

| 21.01.2022 18:30 (UTC+2) | Barkom-Każany Lwów | 3:2 (22:25, 15:25, 25:19, 25:16, 16:14) | Dnipro-Prometej | Kompleks sportowy Olimpija, Dniepr Widzów: 25 Sędziowie: Andrij Lopa i Mychajło Medwidʹ |

| 22.01.2022 16:00 (UTC+2) | Barkom-Każany Lwów | 3:0 (25:20, 25:20, 25:18) | Burewisnyk-SzWSM Czernihów | Kompleks sportowy Olimpija, Dniepr Widzów: 30 Sędziowie: Mychajło Medwidʹ i Andrij Lopa |

| 22.01.2022 18:30 (UTC+2) | Dnipro-Prometej | 3:1 (25:13, 25:21, 23:25, 25:18) | Chotynśki kozaky | Kompleks sportowy Olimpija, Dniepr Widzów: 25 Sędziowie: Andrij Lopa i Mychajło Medwidʹ |

| 23.01.2022 11:00 (UTC+2) | Chotynśki kozaky | 0:3 (18:25, 15:25, 17:25) | Barkom-Każany Lwów | Kompleks sportowy Olimpija, Dniepr Widzów: 30 Sędziowie: Andrij Lopa i Mychajło Medwidʹ |

| 23.01.2022 13:30 (UTC+2) | Burewisnyk-SzWSM Czernihów | 0:3 (17:25, 18:25, 22:25) | Dnipro-Prometej | Kompleks sportowy Olimpija, Dniepr Widzów: 30 Sędziowie: Mychajło Medwidʹ i Andrij Lopa |

#### Grupa O
Tabela
| Lp. | Drużyna                        | Mecze | Mecze   | Mecze   | Pkt | Sety | Sety | Sety  | Małe punkty | Małe punkty | Małe punkty |
| Lp. | Drużyna                        | M     | W (3:2) | P (2:3) | Pkt | wyg. | prz. | ratio | zdob.       | str.        | ratio       |
| --- | ------------------------------ | ----- | ------- | ------- | --- | ---- | ---- | ----- | ----------- | ----------- | ----------- |
| 1   | WK MHP-Winnica                 | 2     | 2 (1)   | 0 (0)   | 5   | 6    | 2    | 3.000 | 184         | 154         | 1.195       |
| 2   | Jurydyczna akademіja Charków   | 2     | 1 (0)   | 1 (1)   | 4   | 5    | 3    | 1.667 | 183         | 177         | 1.034       |
| 3   | Berehynia-DIUSSZ Nowa Kachowka | 2     | 0 (0)   | 2 (0)   | 0   | 0    | 6    | 0.000 | 116         | 152         | 0.763       |

Źródło: ФВУ – Data Project (ukr.)
Punktacja: 3:0 i 3:1 – 3 pkt; 3:2 – 2 pkt; 2:3 – 1 pkt; 1:3 i 0:3 – 0 pkt
Zasady ustalania kolejności: 1. liczba zwycięstw; 2. liczba punktów; 3. stosunek setów; 4. stosunek małych punktów; 5. bilans w bezpośrednich meczach
Wyniki spotkań
| 21.01.2022 18:00 (UTC+2) | Berehynia-DIUSSZ Nowa Kachowka | 0:3 (20:25, 23:25, 25:27) | Jurydyczna akademіja Charków | Hala sportowa DIUSSZ, Nowa Kachowka Widzów: 90 Sędziowie: Jurij Rybałka i Ołeksandr Czekoj |

| 22.01.2022 14:00 (UTC+2) | Jurydyczna akademіja Charków | 2:3 (26:28, 25:19, 19:25, 25:22, 11:15) | WK MHP-Winnica | Hala sportowa DIUSSZ, Nowa Kachowka Widzów: 55 Sędziowie: Ołeksandr Czekoj i Jurij Rybałka |

| 23.01.2022 11:00 (UTC+2) | Berehynia-DIUSSZ Nowa Kachowka | 0:3 (22:25, 14:25, 12:25) | WK MHP-Winnica | Hala sportowa DIUSSZ, Nowa Kachowka Widzów: 53 Sędziowie: Jurij Rybałka i Ołeksandr Czekoj |

#### Grupa P
Tabela
| Lp. | Drużyna               | Mecze | Mecze   | Mecze   | Pkt | Sety | Sety | Sety  | Małe punkty | Małe punkty | Małe punkty |
| Lp. | Drużyna               | M     | W (3:2) | P (2:3) | Pkt | wyg. | prz. | ratio | zdob.       | str.        | ratio       |
| --- | --------------------- | ----- | ------- | ------- | --- | ---- | ---- | ----- | ----------- | ----------- | ----------- |
| 1   | WK Reszetyliwka       | 3     | 3 (1)   | 0 (0)   | 8   | 9    | 4    | 2.250 | 306         | 268         | 1.142       |
| 2   | Żytyczi-PNU Żytomierz | 3     | 2 (0)   | 1 (0)   | 6   | 7    | 3    | 2.333 | 238         | 203         | 1.172       |
| 3   | WSK MHP-Winnica       | 3     | 1 (1)   | 2 (1)   | 3   | 5    | 8    | 0.625 | 267         | 293         | 0.911       |
| 4   | WK Bachmut-SZWSM      | 3     | 0 (0)   | 3 (1)   | 1   | 3    | 9    | 0.333 | 236         | 283         | 0.834       |

Źródło: ФВУ – Data Project (ukr.)
Punktacja: 3:0 i 3:1 – 3 pkt; 3:2 – 2 pkt; 2:3 – 1 pkt; 1:3 i 0:3 – 0 pkt
Zasady ustalania kolejności: 1. liczba zwycięstw; 2. liczba punktów; 3. stosunek setów; 4. stosunek małych punktów; 5. bilans w bezpośrednich meczach
Wyniki spotkań
| 21.01.2022 16:00 (UTC+2) | Żytyczi-PNU Żytomierz | 3:0 (25:19, 25:16, 25:15) | WK Bachmut-SZWSM | Kompleks sportowy Metałurh, Bachmut Widzów: 110 Sędziowie: Jewhen Uminski i Serhij Łemeszczuk |

| 21.01.2022 18:30 (UTC+2) | WK Reszetyliwka | 3:2 (26:28, 22:25, 25:15, 25:18, 15:13) | WSK MHP-Winnica | Kompleks sportowy Metałurh, Bachmut Widzów: 60 Sędziowie: Serhij Łemeszczuk i Jewhen Uminski |

| 22.01.2022 14:00 (UTC+2) | WK Bachmut-SZWSM | 2:3 (26:24, 23:25, 17:25, 27:25, 12:15) | WSK MHP-Winnica | Kompleks sportowy Metałurh, Bachmut Widzów: 135 Sędziowie: Jewhen Uminski i Serhij Łemeszczuk |

| 22.01.2022 16:30 (UTC+2) | Żytyczi-PNU Żytomierz | 1:3 (25:22, 18:25, 25:27, 20:25) | WK Reszetyliwka | Kompleks sportowy Metałurh, Bachmut Widzów: 110 Sędziowie: Serhij Łemeszczuk i Jewhen Uminski |

| 23.01.2022 11:00 (UTC+2) | WSK MHP-Winnica | 0:3 (18:25, 15:25, 21:25) | Żytyczi-PNU Żytomierz | Kompleks sportowy Metałurh, Bachmut Widzów: 85 Sędziowie: Jewhen Uminski i Serhij Łemeszczuk |

| 23.01.2022 13:30 (UTC+2) | WK Reszetyliwka | 3:1 (19:25, 25:19, 25:18, 25:19) | WK Bachmut-SZWSM | Kompleks sportowy Metałurh, Bachmut Widzów: 60 Sędziowie: Serhij Łemeszczuk i Jewhen Uminski |

### IV runda
Uwaga: Ze względu na inwazję Rosji na Ukrainę 24 lutego 2022 roku Ukraiński Związek Piłki Siatkowej podjął decyzję o przerwaniu rozgrywek.

#### Grupa R
Tabela
| Lp. | Drużyna                   | Mecze | Mecze   | Mecze   | Pkt | Sety | Sety | Sety  | Małe punkty | Małe punkty | Małe punkty |
| Lp. | Drużyna                   | M     | W (3:2) | P (2:3) | Pkt | wyg. | prz. | ratio | zdob.       | str.        | ratio       |
| --- | ------------------------- | ----- | ------- | ------- | --- | ---- | ---- | ----- | ----------- | ----------- | ----------- |
| 1   | Barkom-Każany Lwów        | 0     | 0 (0)   | 0 (0)   | 0   | 0    | 0    | MAX   | 0           | 0           | MAX         |
| 2   | Dnipro-Prometej           | 0     | 0 (0)   | 0 (0)   | 0   | 0    | 0    | MAX   | 0           | 0           | MAX         |
| 3   | Epicentr-Podolany Horodok | 0     | 0 (0)   | 0 (0)   | 0   | 0    | 0    | MAX   | 0           | 0           | MAX         |
| 4   | Żytyczi-PNU Żytomierz     | 0     | 0 (0)   | 0 (0)   | 0   | 0    | 0    | MAX   | 0           | 0           | MAX         |

Źródło: ФВУ – Data Project (ukr.)
Punktacja: 3:0 i 3:1 – 3 pkt; 3:2 – 2 pkt; 2:3 – 1 pkt; 1:3 i 0:3 – 0 pkt
Zasady ustalania kolejności: 1. liczba zwycięstw; 2. liczba punktów; 3. stosunek setów; 4. stosunek małych punktów; 5. bilans w bezpośrednich meczach
Wyniki spotkań
| 25.02.2022 17:00 (UTC+2) | Epicentr-Podolany Horodok | [ i ] | Żytyczi-PNU Żytomierz | Kompleks sportowy Epicentr, Gródek Sędziowie: Andrij Lopa i Mychajło Medwidʹ |

| 25.02.2022 19:30 (UTC+2) | Dnipro-Prometej | [ i ] | Barkom-Każany Lwów | Kompleks sportowy Epicentr, Gródek Sędziowie: Mychajło Medwidʹ i Andrij Lopa |

| 26.02.2022 13:00 (UTC+2) | Żytyczi-PNU Żytomierz | [ i ] | Barkom-Każany Lwów | Kompleks sportowy Epicentr, Gródek Sędziowie: Mychajło Medwidʹ i Andrij Lopa |

| 26.02.2022 16:00 (UTC+2) | Epicentr-Podolany Horodok | [ i ] | Dnipro-Prometej | Kompleks sportowy Epicentr, Gródek Sędziowie: Andrij Lopa i Mychajło Medwidʹ |

| 27.02.2022 13:00 (UTC+2) | Dnipro-Prometej | [ i ] | Żytyczi-PNU Żytomierz | Kompleks sportowy Epicentr, Gródek Sędziowie: Andrij Lopa i Mychajło Medwidʹ |

| 27.02.2022 16:00 (UTC+2) | Barkom-Każany Lwów | [ i ] | Epicentr-Podolany Horodok | Kompleks sportowy Epicentr, Gródek Sędziowie: Mychajło Medwidʹ i Andrij Lopa |

#### Grupa S
Tabela
| Lp. | Drużyna                      | Mecze | Mecze   | Mecze   | Pkt | Sety | Sety | Sety  | Małe punkty | Małe punkty | Małe punkty |
| Lp. | Drużyna                      | M     | W (3:2) | P (2:3) | Pkt | wyg. | prz. | ratio | zdob.       | str.        | ratio       |
| --- | ---------------------------- | ----- | ------- | ------- | --- | ---- | ---- | ----- | ----------- | ----------- | ----------- |
| 1   | MSK Dnipro Czerkasy          | 0     | 0 (0)   | 0 (0)   | 0   | 0    | 0    | MAX   | 0           | 0           | MAX         |
| 2   | Jurydyczna akademіja Charków | 0     | 0 (0)   | 0 (0)   | 0   | 0    | 0    | MAX   | 0           | 0           | MAX         |
| 3   | WK MHP-Winnica               | 0     | 0 (0)   | 0 (0)   | 0   | 0    | 0    | MAX   | 0           | 0           | MAX         |
| 4   | WK Reszetyliwka              | 0     | 0 (0)   | 0 (0)   | 0   | 0    | 0    | MAX   | 0           | 0           | MAX         |

Źródło: ФВУ – Data Project (ukr.)
Punktacja: 3:0 i 3:1 – 3 pkt; 3:2 – 2 pkt; 2:3 – 1 pkt; 1:3 i 0:3 – 0 pkt
Zasady ustalania kolejności: 1. liczba zwycięstw; 2. liczba punktów; 3. stosunek setów; 4. stosunek małych punktów; 5. bilans w bezpośrednich meczach
Wyniki spotkań
| 25.02.2022 17:00 (UTC+2) | MSK Dnipro Czerkasy | [ i ] | WK Reszetyliwka | Hala sportowa zakładu szkła medycznego, Połtawa Sędziowie: Serhij Owczaruk i Ołeh Iwanow |

| 25.02.2022 19:30 (UTC+2) | WK MHP-Winnica | [ i ] | Jurydyczna akademіja Charków | Hala sportowa zakładu szkła medycznego, Połtawa Sędziowie: Ołeh Iwanow i Serhij Owczaruk |

| 26.02.2022 17:00 (UTC+2) | Jurydyczna akademіja Charków | [ i ] | WK Reszetyliwka | Hala sportowa zakładu szkła medycznego, Połtawa Sędziowie: Serhij Owczaruk i Ołeh Iwanow |

| 26.02.2022 19:30 (UTC+2) | WK MHP-Winnica | [ i ] | MSK Dnipro Czerkasy | Hala sportowa zakładu szkła medycznego, Połtawa Sędziowie: Ołeh Iwanow i Serhij Owczaruk |

| 27.02.2022 15:00 (UTC+2) | MSK Dnipro Czerkasy | [ i ] | Jurydyczna akademіja Charków | Hala sportowa zakładu szkła medycznego, Połtawa Sędziowie: Ołeh Iwanow i Serhij Owczaruk |

| 27.02.2022 17:30 (UTC+2) | WK Reszetyliwka | [ i ] | WK MHP-Winnica | Hala sportowa zakładu szkła medycznego, Połtawa Sędziowie: Serhij Owczaruk i Ołeh Iwanow |

1. 1 2 3 4 5 6 7 8 9 10 11 12  mecz został odwołany w związku z przerwaniem rozgrywek po ataku Rosji na Ukrainę

### Turniej finałowy
W ramach turnieju finałowego miały odbyć się półfinały, mecz o 3. miejsce i finał. Ze względu na inwazję Rosji na Ukrainę rozgrywki o Puchar Ukrainy zostały przerwane i niedokończone.